# Konklawe 1555 (Marceli II)
Konklawe 5-9 kwietnia 1555 – konklawe, które odbyło się po śmierci papieża Juliusza III i wybrało na jego następcę Marcelego II.

## Śmierć Juliusza III
Papież Juliusz III zmarł 23 marca 1555 roku. W trakcie swego pontyfikatu doprowadził do wznowienia obrad soboru trydenckiego, ale z powodu wybuchu tzw. II wojny szmalkaldzkiej musiał ponownie je odroczyć i w chwili jego śmierci były zawieszone. Słabą stroną jego rządów był nepotyzm, zwł. szczególne względy jakimi obdarzał swojego młodego i całkowicie niekompetentnego bratanka, Innocenzo del Monte.

## Lista uczestników
W konklawe wzięło udział 37 z 57 członków Kolegium Kardynałów:
- Gian Pietro Carafa CRT; Kardynał z Neapolu[2] (nominacja kardynalska 22 grudnia 1536) – kardynał biskup Ostia e Velletri; dziekan Świętego Kolegium Kardynałów; inkwizytor generalny Świętego Oficjum Inkwizycji; arcybiskup Neapolu
- Jean du Bellay (21 maja 1535) – kardynał biskup Porto e Santa Rufina; biskup Le Mans
- Juan Álvarez de Toledo OP; Kardynał z Burgos[2] (20 grudnia 1538) – kardynał biskup Albano; inkwizytor generalny Świętego Oficjum Inkwizycji; arcybiskup Santiago de Compostela; protektor Rzeszy Niemieckiej
- Rodolfo Pio di Carpi; Kardynał Carpi[2] (22 grudnia 1536) – kardynał biskup Frascati; administrator diecezji Girgenti; inkwizytor generalny Świętego Oficjum Inkwizycji; legat apostolski w Viterbo
- Marcello Cervini; Kardynał S. Croce[2] (19 grudnia 1539) – kardynał prezbiter S. Croce in Gerusalemme; biskup Gubbio; bibliotekarz Świętego Kościoła Rzymskiego; inkwizytor generalny Świętego Oficjum Inkwizycji; protektor Austrii
- Miguel da Silva; Kardynał z Viseu[2] (19 grudnia 1539) – kardynał prezbiter S. Maria in Trastevere; administrator Massa Marittima
- Cristoforo Madruzzo; Kardynał z Trydentu[2] (2 czerwca 1542) – kardynał prezbiter S. Cesareo in Palatio; biskup Trydentu i Brixen
- Georges d’Armagnac (19 grudnia 1544) – kardynał prezbiter Ss. Giovanni e Paolo; biskup Rodez
- Bartolomé de la Cueva y Toledo (19 grudnia 1544) – kardynał prezbiter S. Bartolomeo all’Isola
- Federico Cesi (19 grudnia 1544) – kardynał prezbiter S. Prisca; administrator diecezji Cremony; kamerling Świętego Kolegium Kardynałów
- Ranuccio Farnese; Kardynał S. Angelo[2] (16 grudnia 1545) – kardynał prezbiter S. Angelo in Pescheria; penitencjariusz większy; archiprezbiter bazyliki laterańskiej; tytularny patriarcha Konstantynopola; administrator archidiecezji Rawenny; wielki przeor zakonu joannitów w Wenecji; komendatariusz opactwa terytorialnego Farfa
- Girolamo Verallo (8 kwietnia 1549) – kardynał prezbiter S. Marcello; inkwizytor generalny Świętego Oficjum Inkwizycji
- Giovanni Angelo Medici (8 kwietnia 1549) – kardynał prezbiter S. Stefano in Monte Celio; biskup Cassano al Ionio; prefekt Trybunału Sygnatury Łaski
- Tiberio Crispi (19 grudnia 1544) – kardynał prezbiter S. Agata alla Suburra; administrator archidiecezji Amalfi
- Cristoforo Ciocchi del Monte; Kardynał z Marsylii[2] (20 listopada 1551) – kardynał prezbiter S. Prassede; biskup Marsylii
- Fulvio della Corgna OSIoHieros; Kardynał z Perugii[2] (20 listopada 1551) – kardynał prezbiter S. Maria in Via; administrator diecezji Spoleto; legat apostolski w Ascoli Piceno i Rieti; gubernator Norcii
- Giovanni Michele Saraceni (20 listopada 1551) – kardynał prezbiter S. Maria in Aracoeli; arcybiskup Acerenza e Matera
- Giovanni Ricci; Kardynał z Montepulciano[2] (20 listopada 1551) – kardynał prezbiter S. Vitale; legat apostolski w Bolonii
- Giovanni Andrea Mercurio; Kardynał z Messyny[2] (20 listopada 1551) – kardynał prezbiter S. Ciriaco e Ss. Quirico e Giulitta; arcybiskup Messyny
- Giacomo Puteo (20 listopada 1551) – kardynał prezbiter S. Simeone in Posterula; prefekt Sygnatury Brewe Apostolskich; arcybiskup Bari; inkwizytor generalny Świętego Oficjum Inkwizycji
- Pietro Bertani OP; Kardynał z Fano[2] (20 listopada 1551) – kardynał prezbiter Ss. Marcellino e Pietro; biskup Fano
- Fabio Mignanelli (20 listopada 1551) – kardynał prezbiter S. Silvestro in Capite; prefekt Trybunału Sygnatury Sprawiedliwości
- Giovanni Poggio (20 listopada 1551) – kardynał prezbiter S. Anastasia; biskup Tropei
- Giovanni Battista Cicala; Kardynał S. Clemente[2] (20 listopada 1551) – kardynał prezbiter S. Clemente; legat apostolski w Kampanii; administrator diecezji Mariany
- Girolamo Dandini; Kardynał z Imoli[2] (20 listopada 1551) – kardynał prezbiter S. Matteo in Merulana; główny sekretarz papieski
- Francesco Pisani (1 lipca 1517) – kardynał diakon S. Marco; komendatariusz diakonii S. Maria in Portico; protodiakon Świętego Kolegium Kardynałów; biskup Padwy; administrator archidiecezji Narbonne
- Ercole Gonzaga; Kardynał z Mantui[2] (3 maja 1527) – kardynał diakon S. Maria Nuova; biskup Mantui; protektor Hiszpanii; regent księstwa Mantui
- Guido Ascanio Sforza; Kardynał S. Fiora[2] (18 grudnia 1534) – kardynał diakon S. Maria in Via Lata; kamerling Świętego Kościoła Rzymskiego; archiprezbiter bazyliki liberiańskiej; administrator diecezji Parma; protektor Portugalii
- Niccolò Caetani; Kardynał Sermoneta[2] (22 grudnia 1536) – kardynał diakon S. Eustachio; arcybiskup Kapui; administrator diecezji Quimper; gubernator Terraciny
- Ippolito d’Este; Kardynał z Ferrary[2] (20 grudnia 1538) – kardynał diakon S. Maria in Aquiro; administrator archidiecezji Auch; gubernator Tivoli; protektor Francji
- Giacomo Savelli (19 grudnia 1539) – kardynał diakon S. Nicola in Carcere Tulliano; legat apostolski w Marchii Ankońskiej
- Girolamo Recanati Capodiferro; Kardynał S. Giorgio[2] (19 grudnia 1544) – kardynał diakon S. Giorgio in Velabro; biskup Saint-Jean de Maurienne; legat apostolski w Romanii
- Giulio Feltre della Rovere; Kardynał z Urbino[2] (27 lipca 1547) – kardynał diakon S. Pietro in Vincoli; legat apostolski w Umbrii; komendatariusz opactwa terytorialnego Saint-Victor de Marseille
- Innocenzo Ciocchi del Monte; Kardynał del Monte[2] (30 maja 1550) – kardynał diakon S. Onofrio; superintendent Państwa Kościelnego; administrator diecezji Mirepoix
- Luigi Cornaro OSIoHieros (20 listopada 1551) – kardynał diakon S. Teodoro; arcybiskup Zadaru; wielki przeor zakonu joannitów na Cyprze
- Roberto de’ Nobili (22 grudnia 1553) – kardynał diakon S. Maria in Domnica
- Girolamo Simoncelli (22 grudnia 1553) – kardynał diakon Ss. Cosma e Damiano; biskup elekt Orvieto

15 z nich mianował Juliusz III, 20 – papież Paweł III, po jednym – papież Klemens VII i Leon X.

### Nieobecni
20 kardynałów nie uczestniczyło w elekcji:
- Louis de Bourbon de Vendôme; Kardynał de Bourbon[2] (1 lipca 1517) – kardynał biskup Palestriny; administrator archidiecezji Sens
- François de Tournon CRSAnt (9 marca 1530) – kardynał biskup Sabiny; arcybiskup Lyonu i prymas Galii; generał zakonu antonianów
- Claude de Longwy de Givry; Kardynał z Langres[2] (7 listopada 1533) – kardynał prezbiter S. Agnese in Agone; protoprezbiter Świętego Kolegium Kardynałów; administrator diecezji Langres
- Robert de Lénoncourt (20 grudnia 1538) – kardynał prezbiter S. Apollinare; administrator diecezji Metz
- Antoine Sanguin de Meudon; Kardynał z Orleanu[2] (19 grudnia 1539) – kardynał prezbiter S. Crisogono; administrator archidiecezji Tuluzy
- Giovanni Girolamo Morone (2 czerwca 1542) – kardynał prezbiter S. Lorenzo in Lucina; biskup Novary; legat papieski w Niemczech
- Francisco Mendoza de Bobadilla; Kardynał z Corii[2] (19 grudnia 1544) – kardynał prezbiter S. Eusebio; arcybiskup Burgos
- Jacques d’Annebaut; Kardynał z Lisieux[2] (19 grudnia 1544) – kardynał prezbiter S. Susanna; biskup Lisieux
- Otto Truchsess von Waldburg; Kardynał z Augsburga[2] (19 grudnia 1544) – kardynał prezbiter S. Sabina; biskup Augsburga
- Durante Duranti; Kardynał z Brescii[2] (19 grudnia 1544) – kardynał prezbiter Ss. XII Apostoli; biskup Brescii
- Pedro Pacheco de Villena (16 grudnia 1545) – kardynał prezbiter S. Balbina; biskup Sigüenzy; wicekról Neapolu
- Henryk Portugalski; Kardynał z Évory[2] (16 grudnia 1545) – kardynał prezbiter Ss. IV Coronati; arcybiskup Évory; legat papieski w Portugalii; generalny inkwizytor Portugalii
- Charles de Lorraine-Guise (27 lipca 1547) – kardynał prezbiter S. Cecilia; arcybiskup Reims; komendatariusz opactwa terytorialnego Cluny
- Charles de Bourbon-Vendôme (9 stycznia 1548) – kardynał prezbiter S. Sisto; arcybiskup Rouen
- Pietro Tagliavia d’Aragonia; Kardynał z Palermo[2] (22 grudnia 1553) – kardynał prezbiter bez tytułu; arcybiskup Palermo
- Girolamo Doria (styczeń 1529) – kardynał diakon S. Tommaso in Parione; administrator archidiecezji Tarragony
- Odet de Coligny de Châtillon (7 listopada 1533) – kardynał diakon S. Adriano; administrator diecezji Beauvais
- Alessandro Farnese (18 grudnia 1534) – kardynał diakon S. Lorenzo in Damaso; wicekanclerz Świętego Kościoła Rzymskiego; archiprezbiter bazyliki watykańskiej; legat apostolski w Awinionie; administrator archidiecezji Monreale i diecezji Cahors; komendatariusz opactw terytorialnych S. Paolo fuori le mura i Tre Fontane; protektor Polski
- Reginald Pole; Kardynał z Anglii[2] (22 grudnia 1536) – kardynał diakon S. Maria in Cosmedin; legat papieski w Anglii
- Louis de Guise (22 grudnia 1553) – kardynał diakon bez tytułu; administrator diecezji Albi

Spośród nieobecnych jednego mianował Leon X, czterech Klemens VII, dwóch Juliusz III, a trzynastu Paweł III.

## Frakcje
W ówczesnym Świętym Kolegium wyróżniano cztery frakcje: profrancuską, procesarską, „farnesiańską” (stronnicy Alessandro Farnese) i „juliańską” (nominaci Juliusza III). Z kilku względów jednak w czasie konklawe podział ten nie odegrał prawie żadnej roli. Po pierwsze, większość francuskich kardynałów nie przybyło na konklawe, a nieliczni, którzy byli w Rzymie, nie otrzymali w porę instrukcji od króla Henryka II. Liderzy frakcji procesarskiej, Sforza, Madruzzo i Gonzaga byli wprawdzie w Rzymie, ale również nie otrzymali przed konklawe żadnych instrukcji od cesarza Karola V. Co więcej, między nimi samymi nie był zgody. Madruzzo i Gonzaga sprzymierzyli się z ambitnym kardynałem d’Este, który był sprzymierzeńcem Francji. Zarówno Gonzaga jak i d’Este należeli do włoskich rodów książęcych i interesy swych dynastii z pewnością stawiali wyżej niż cesarza czy króla Francji. Kardynał Alessandro Farnese, lider włoskich kardynałów mianowanych przez Pawła III (tzw. „farnesianie”), sprzymierzony aktualnie z Francuzami, przebywał akurat w Awinionie i nie zdążył przybyć na konklawe. Z kolei włoscy kardynałowie mianowani przez Juliusza III („juliańczycy”) stanowili teoretycznie najsilniejszą frakcję, ale wobec braku lidera nie utworzyli jednolitego stronnictwa. W tych okolicznościach wśród elektorów sformowały się doraźnie dwa bloki, które dzielił przede wszystkim stosunek do kandydatury kardynała Ippolito d’Este, niemalże oficjalnie prowadzącego kampanię wyborczą na swoją rzecz:
- stronnictwo popierające kandydaturę kardynała Ippolito d’Este. Zaliczali się do niego, oprócz samego kandydata, jedyni obecni Francuzi du Bellay i Armagnac, profrancuscy kardynałowie z Włoch, tj. Caetani, Veralli, Capodiferro, della Rovere i Pisani, a nadto procesarscy kardynałowie Gonzaga i Madruzzo oraz kilku „juliańczyków”: Innocenzo del Monte, Cristoforo del Monte, Bertani i Simoncelli;
- stronnictwo reformatorskie, dążące do wznowienia obrad Soboru Trydenckiego i kontynuowania dzieła moralnej odnowy Kościoła. Było ono przeciwne kandydaturze znanego ze swobodnych obyczajów Ippolito d’Este. Obóz ten miał zdecydowaną większość, choć część kardynałów znalazła się w nim jedynie z powodów politycznych, jako przeciwnicy kardynała d’Este. Przywództwo nad tym stronnictwem przejęli krewni papieża Pawła III kardynałowie Sforza (lider procesarskich kardynałów) i Ranuccio Farnese, a należeli do niego także Hiszpanie Cueva i Álvarez de Toledo, Portugalczyk da Silva, włoscy kardynałowie Pio di Carpi, Medici, Savelli, Cesi, Crispi, Carafa i Cervini spośród nominatów Pawła III oraz „juliańczycy” della Corgna, Ricci, Mercurio, del Pozzo, Mignanelli, Poggio, Cicala, Dandini, Saraceni, Cornaro i Nobili. Głównymi kandydatami z tej partii byli Cervini i Carafa.

## Przebieg konklawe
Konklawe rozpoczęło się 5 kwietnia 1555. Mimo podziałów kardynałowie szybko osiągnęli konsensus. Wysiłki kardynała d’Este okazały się daremne z uwagi na zdecydowany opór silniejszej liczebnie frakcji reformatorskiej. Po krótkim wahaniu co do osoby kandydata (Cervini czy Carafa) liderzy reformatorów, Sforza i Ranuccio Farnese zaproponowali kardynała Marcello Cervini. Wobec nielojalnej postawy części zwolenników d’Este (np. Pisaniego, Madruzzo), kandydat ten bez trudu uzyskał wymaganą większość. Wieczorem 9 kwietnia Marcello Cervini został wybrany przez aklamację w kaplicy Pauliańskiej. Elekt zachował swoje dotychczasowe imię jako Marceli II. Następnego dnia rano odbyło się formalne głosowanie potwierdzające, w którym Marcello Cervini otrzymał wszystkie 36 głosów. Tylko on sam zagłosował na Carafę. Jeszcze tego samego dni został konsekrowany na biskupa i koronowany przez protodiakona Pisaniego.

### Uzupełniające źródła internetowe
- Vatican History: Marcellus II. vaticanhistory.de. [zarchiwizowane z tego adresu (2007-09-27)].
- O. Panvinio, J. Strada, Epitome pontificum Romanorum a s. Petro usque ad Paulum IIII, gestorum videlicet electionisque singulorum & conclavium compendiaria narratio. Cardinalium item nomina... Onuphrio Panvinio,... authore... Ex musaeo Jacobi Stradae,... (J. de Strada edidit), Impensis Jacobi Stradae Mantuani, 1557, s. 423-425